# 上海海港足球俱乐部
上海海港足球俱乐部，简称上海海港，原名上海上港集团足球俱乐部，是一支位于中華人民共和国上海的职业足球俱乐部。主场位于上海市浦東新區浦東足球場，前身为2005年12月25日成立的上海东亚足球俱乐部。
上海东亚足球俱乐部是在2005年由上海东亚（集团）有限公司和上海根宝足球基地有限公司共同出资成立，由中国上海本土教练徐根宝担任公司董事长和俱乐部主席。由于“打造中国的曼联”一直是徐根宝的口号和奋斗目标，所以球队有时也会被昵称为“中国曼联”。上海东亚以原来徐根宝足球基地的青少年球员为主要班底，颇受中国足坛的关注，部分人将其视为青少年球员培养的典范之一。根据冠名合同，上海东亚足球俱乐部曾于2013—2014赛季以上海上港集团足球队的名义征战中超联赛，此前的2012赛季曾被冠名为上海特莱士队。
2012年年末，上港集团以冠名赞助商的身份，支持刚刚升入中超的东亚足球俱乐部；2013年年末，徐根宝提出为了俱乐部的长远发展，希望上港集团收购俱乐部；2014年10月，经过一年的慎重考虑，上港集团本着回报社会，为城市体育事业作贡献以及考虑集团产业多元化发展，收购了上海东亚足球俱乐部100%的股份。
2014年11月18日下午，上海上港集团足球俱乐部成立仪式暨新闻发布会在上海港国际客运中心“一滴水”举行，正式宣告上港集团完成了对上海东亚足球俱乐部的整体收购。仪式上，上海副市长赵雯与上港集团董事长陈戌源共同为上港足球俱乐部揭牌，标志着上港足球俱乐部正式成立，徐根宝被聘为俱乐部总顾问。此后俱乐部更引入胡尔克、奥斯卡、艾哈迈多夫等强力外援，并在2018赛季夺得中超联赛冠军，打破广州恒大对中超长达7年的冠军垄断，也是自上海申花夺得1995年甲A冠军后上海23年以来获得的首座中国足球顶级联赛冠军。球队前锋武磊和中场球员奥斯卡分别荣膺2018赛季射手王和助攻王。
中国足协于2020年12月14日发布了《关于各级职业联赛实行俱乐部名称非企业化变更的通知》，上海上港易名为上海海港足球俱乐部。
2023赛季，再次夺得中超联赛冠军。
2024赛季，以30战积78分的成绩卫冕2024年中超联赛冠军，队史第三次顶级联赛冠军，并打破中超历史连胜、积分、净胜球、进球等多项纪录。球队前锋武磊和中场球员奥斯卡分别以创纪录的单季34球和单季20助攻荣膺2024赛季射手王和助攻王。2024年11月23日，上海海港3-1山东泰山，队史首夺足协杯冠军，成为赛季双冠王。

## 主場與訓練基地
2006-2007年，俱樂部以根寶足球基地作為球隊的主場與訓練基地參加中乙聯賽。2008年升入中甲聯賽後，俱樂部將主場遷至上海第二個專業足球場金山足球場，2009年，俱樂部的主場遷至上海觀眾容量最大的上海體育場。2014年12月7日，俱樂部訓練基地正式搬離崇明島根寶足球基地，入駐東方綠舟體育訓練基地，2017年一線隊訓練基地遷至浦東的世紀公園足球場。由於上海體育場為承辦世俱杯改造，俱樂部2020年亞足聯冠軍聯賽外圍賽的主場遷至源深體育中心體育場；2020年亞足聯冠軍聯賽主賽圈、2021年亞足聯冠軍聯賽外圍賽、2022年亞足聯冠軍聯賽主賽圈與2020、2021、2022年中國足球聯賽系統因疫情采取賽會製，2022年中超聯賽第11輪起恢復主客場製，後因2022年3月上海市2019冠狀病毒病聚集性疫情該賽季主場異地遷至大連體育中心。2023年，俱樂部的主場遷至中國國內首座為中超聯賽俱樂部量身打造的現代化專業足球場——位於金橋鎮的浦東足球場與訓練基地。2025年8月，一線隊訓練基地又從世紀公園搬遷至浦東足球場。

## 历史简述

### 中乙：2006年-2007年
上海东亚足球俱乐部由上海东亚（集团）有限公司和上海根宝足球俱乐部基地有限公司共同出资在2005年12月25日成立，由中国著名的上海本土教练徐根宝担任公司董事长和俱乐部主席。由于「打造中国的曼联」一直是徐根宝的口号和奋斗目标，所以球队有时也会被戏称为“中国曼联”。俱乐部是以根宝足球基地作为球队的基础，球员是由原上海根宝足球基地的球员组成。
2006年，上海东亚首次参加职业联赛，在当年的中国足球乙级联赛取得南区第七名。
2007年，上海东亚被分到该年中乙联赛的北区。然而东亚以9胜3平2负的成绩取得北区第一名，并在决赛阶段先后战胜安徽九华山与四川队，最终夺得了乙级联赛的冠军，成功升入中甲。

### 中甲：2008年-2012年
2008年，升入中甲后，球队将主场设在上海地区第二个专业足球场金山足球场，首次参加中甲的东亚队最终取得了第六名。
2009年，东亚的主场搬到了上海观众容量最大的八万人体育场。由于要为年中的全运会做准备，该年东亚队仍未引进内外援，继续以全华班出战中甲。2009年8月1日，以上海东亚为班底组成的上海队在决赛中以3比0战胜广东队，夺得了第十一届全运会足球比赛男子甲组的金牌。然而中甲联赛中，东亚队却在一度占据冲超领先地位的情况下未能成功升级，最终排名第四。
在2010年中甲联赛开始之前，俱乐部提出了“冲超”的目标，首次引进三名外援，並由范志毅接任主教练，但最终只取得第四名未能成功“冲超”，赛季结束后范志毅向上海东亚提出辞呈，徐根宝重新任命蒋炳尧执掌球队，并出售3名主力球员以筹措资金，其中队长王佳玉和姜至鹏转会至南昌衡源，副队长张琳芃转会至广州恒大。另外，在上海市体育局的协调下，上海东亚和上海浦东中邦进行战略合作，中邦的优秀球员优先转会至东亚。同时由中邦来承担以东亚梯队球员为主的十二运男足甲组球队的全运会备战任务，并以上海中邦的名义在2011赛季征战乙级联赛。2010年11月，上海东亚首回合主场4-1，次回合客场2-1，两回合总比分5-3击败香港球队公民，获得沪港杯冠军。
2011年联赛开始前，中场主力曹赟定转会至同城的中超球队上海申花，而门将顾超转会至杭州绿城。 最终失去多名主力的球队整个赛季表现不佳，最终只获得第九名。2011年11月，上海东亚首回合客场3-2，次回合主场7-1，两回合总比分10-3击败香港球队和富大埔，获得沪港杯冠军。
2012年联赛开始前，上海东亚以3年3000万元的价格将冠名权出售给中邦集团，球队以中邦集团旗下特莱士紅酒命名，名称更改为上海特莱士队，而上海东亚作为俱乐部名称仍然予以保留。赛季开始前，王云龙转会至江苏舜天。十五轮后，东亚队以领先第二名湖南浏阳河七分的优势获得半程冠军。然而此时陷入降级泥潭的同城中超球队上海申花希望向东亚租借主力后卫柏佳骏，虽然起初遭到了东亚俱乐部的反对，但在申花投资人朱骏的请求和徐根宝出于上海足球大局考虑亲自劝说下，柏佳骏终于同意租借加盟上海申花，租期至至2012赛季末，租借费为零。放走柏佳骏后，东亚队的联赛成绩有所下滑，但好在众多冲超竞争对手也在此阶段相继失分，东亚仍然保住了第一的位置。2012年9月29日，上海东亚客场3比0战胜哈尔滨毅腾后，提前三轮冲超成功。 10月20日，东亚在主场1比0战胜北京理工，提前一轮夺得中甲冠军。2012年11月，上海东亚首回合客场4-0，次回合主场3-2，两回合总比分7-2击败香港球队杰志，获得沪港杯三连冠。

### 中超：2013年－
2012年12月27日，上海東亞沖超成功，為充分整合上海足球資源，經根寶和中邦協商收回整隊。與此同時，中邦集團決定徹底告別中國足球，包括無條件終止和東亞的三年合作協議，讓中邦全運隊無條件回歸東亞。2012年12月28日，上海東亞足球俱樂部得到了上港集團的冠名贊助。2013賽季，上海東亞足球俱樂部以“上海上港集團足球隊”的名義，征戰中超聯賽。2012年12月21日，奚誌康進入上海東亞足球俱樂部教練組，協助總教練徐根寶工作。2013年2月27日上午，上港集團隊召開新賽季首個新聞發布會，確認了高洪波為上港隊新賽季的主教練。同时徐根寶宣布：出於對同城球隊的幫助，柏佳駿"重回申花懷抱"。最终在2013年中超联赛中，上海东亚以第9名的成绩完成了中超处子赛季。
2013年9月10日，由上海东亚预备队球员为班底组成的上海队在决赛中加时赛1比0战胜东道主辽宁队，夺得第十二届全运会男足甲组金牌，成为第一支全运会男子足球项目实现连冠的球队。
2013年11月，上海东亚首回合主场2-1，次回合客场0-1，两回合总比分2-2战平，加时赛无果，在最终点球大战中以7：6击败香港球队南华，将沪港杯留在了上海，实现四连冠。
2013赛季结束，上港集团提出2014年新赛季争取中超前三，冲击亚冠名额的目标。2014赛季初，上海上港用孙凯、吴毅臻、张文涛3名潜力球员换回当时尚在同城球队上海申鑫的原东亚队球员王佳玉，转会不涉及到转会费。赛季前四轮，上港队凭借战平辽足，连续战胜申鑫、建业和贵州，取得新赛季前四轮连续不败的记录，首次登上积分榜首位。至第五轮开始，战绩趋于平稳，赛季上半程以六胜五平三负的战绩，暂位列联赛第六名。赛季下半程开始，上港队表现稳定，自第十七轮开始，一直占据积分榜第四，直至第二十五轮，上海上港主场以1比2的比分不敌竞争对手广州富力，从而跌落到联赛第五的位置，从此失去争夺亚冠名额的主动权。赛季最后的五场比赛，由于相继被贵州人和、山东鲁能、哈尔滨毅腾逼平，无法在积分榜上重回前四位置，冲击亚冠名额宣布失败，最终以联赛第五名的成绩收官。
2014年11月，上海东亚首回合主场6-1，次回合客场0-0，两回合总比分6-1击败香港球队杰志，最终连续第五次获得沪港杯的冠军。
2014年11月18日下午，上港集团足球俱乐部成立仪式在上海国际客运中心“一滴水”举行，正式宣告上港集团完成了对上海东亚足球俱乐部的整体收购。仪式上，上海副市长赵雯与上港集团董事长陈戌源共同为上港足球俱乐部揭牌，标志着上港足球俱乐部正式成立。新闻发布会上，上港集团足球俱乐部宣布瑞典籍名帅埃里克森为球队新一任主教练，中方教练为奚志康，聘请徐根宝为俱乐部总顾问。
上海上港队在2015赛季初期喊出了争夺联赛冠军的口号，接连签下了新援为球队补充，包括了从贵州人和以5000万人民币签下了国脚于海，然后又签下了前广州恒大球员孔卡。赛季初期一度占据了中超榜首的位置，直到赛季末段，球队替补深度不足，伤病接连发生，失去了榜首位置。赛季倒数第二轮广州恒大淘宝队遭到山东鲁能泰山队的越位球扳平错失了提前夺冠的机会，上港将冠军悬念保持到了最后一轮，直到广州恒大对最后一轮以2-0击败北京国安，夺取了中超冠军。
2016赛季，上港队依旧以争夺冠军作为自己的主要目标，从广州恒大引进了前锋埃尔克森。最终，在倒数第二轮反超同城对手上海绿地申花排名联赛第三。
2017赛季，上港队在主力框架未有变动的情况下，先后引进了奥斯卡、艾哈迈多夫、里卡多·卡瓦略等实力外援，并喊出了要三线争冠的口号。结果，由于赛季中主力球员频繁遭到足协禁赛，上港队仍旧未能打破广州恒大淘宝队对中超的垄断。在亚冠赛场上，上港队在淘汰赛第一轮击败近况不佳的国内球队江苏苏宁；在第二轮淘汰赛中，上港队在首回合4-0领先的大好局面下，险些被广州恒大淘宝队在主场逆转，最终依靠在点球大战中的表现惊险晋级；在半决赛中，上港队以两回合1:2的比分，不敌J联赛霸主浦和红钻，止步四强，但也获得了队史亚冠最好成绩。在足协杯赛场上，上港队一路披荆斩棘杀入决赛，却在被一致看好的情况下因客场进球劣势不敌同城死敌上海绿地申花，再次屈居亚军。
2018赛季，在2018年11月3日进行的联赛第28轮中，位于榜首的上海上港以5:4的比分赢下了与位于积分榜次席的广州恒大淘宝的天王山之战，在联赛还剩两轮的情况下领先后者五分。在2018年11月7日，上海上港在主場擊敗北京人和後，以29战积68分的成績，提前一轮获得2018年中超联赛冠军。上港队在获得队史第一座顶级联赛冠军的同时，也打破了广州恒大淘宝队对中超冠军长达7年的垄断。
2019赛季，上港在送走当家射手王武磊去西班牙人之后未被看好卫冕。不过他们在赛季初凭借王燊超和吕文君的进球2-0战胜国安获得2019年超级杯，联赛也获得开局连胜。但是在夏季引进外援阿瑙托维奇之后却在后来的数轮比赛中未能获得任何胜利。亚冠也在战胜全北后在八强中再次败给浦和红钻草草收场。足协杯更是在半决赛0-2败于少打一人的山东鲁能，最终上港仅仅获得赛季中超的第三名。
2020赛季，上港在赛季开始前引进了巴西外援洛佩兹，赛季初段照常打出连胜。在赛季中期将艾哈迈多夫卖给天津泰达后引进同样属于中场的亚足协外援阿隆.穆伊。最終賽季排名第四。
2021年1月12日，上海上港宣佈更名為上海海港足球俱樂部以符合足協俱樂部名稱中性化的要求。同年中超依旧实行赛会制，上港在第二阶段争冠组获得亚军，后又在足协杯决赛负于山东泰山，继2017赛季后第二次离冠军奖杯一步之遥。
2022年1月4日，2021赛季中超第二阶段第22轮，海港1-0击败广州队，反超对手获得亚军。1月9日，足协杯决赛，海港0-1负于山东泰山，居於亚军。同年6月开赛的2022赛季，球队状态受上海疫情封控影响，赛季初期体能状态不佳，备战时间缩短，排名一度跌出亚冠区。赛季后期负于河南队后主教练莱科下课，由奚志康代理主教练至赛季结束。最终上海海港获得赛季第四名以及亚冠附加赛资格，且在联赛32轮对阵山东泰山取得2-0的胜利，阻止对方卫冕中超冠军。
2023赛季，上海海港在联赛中期一度领先第二名16分，但在赛季末期频繁丢分，致使冠军归属悬念一直留存到倒数第二轮。2023年10月29日，手握五分优势的上海海港在主场1比1战平积分榜次席山东泰山，提前一轮奪得2023赛季中超冠军。在赛季后期，由于球队状态下滑以及重要比赛的失利，上海海港队的主教练哈维尔受到了多方批评。尽管他带队赢得中超联赛冠军，但球队在足协杯早早出局，亚冠资格赛更是意外不敌泰国球队巴吞联，无缘正赛。这些表现引发了外界对哈维尔战术设计、外援使用等方面的广泛质疑。赛季结束后，上海海港俱乐部宣布不与哈维尔续约，双方正式分道扬镳。
2024赛季，海港队迎来了新任主帅凯文·马斯凯特。2024年7月21日，上海海港主场5比0战胜青岛海牛，追平中超此前保持的最长的13连胜纪录。7月26日，上海海港又战胜南通支云，创下14连胜，打破中超的连胜纪录。8月17日，十人上海海港客场1:3不敌位列积分榜次席的同城球队上海申花，分差被缩小至2分的同时，连胜纪录终止于16场。受多线作战、伤病等因素的影响，球队在赛季后半段状态欠佳，一度在倒数第三轮被上海申花反超。在倒数第二轮，上海海港客场一球小胜沧州雄狮，而上海申花主场被升班马深圳新鹏城逼平，上海海港得以重返榜首。随着最后一轮主场5球大胜天津津门虎，上海海港以30轮78分，力压同城对手上海申花卫冕中超冠军。在实现卫冕的同时，球队也创下多项纪录，包括联赛积分（30轮制）、联赛连胜场次数、进球数、净胜球数，球队前锋武磊也以34个联赛进球刷新了由扎哈维保持的单赛季中国顶级联赛进球纪录。在同年11月23日进行的足协杯决赛中，上海海港又以3:1的比分击败山东泰山，夺得了队史首个足协杯冠军。上海海港队成为了继山东泰山、大连实德和广州队之后，又一支双冠王（即同一年夺得联赛、杯赛双冠）球队。

## 洲际比赛结果
| 对手         | 赛季                                 | 主场        | 客场           |
| 墨尔本胜利   | 2016年亚足联冠军联赛 小组赛          | 3–1         | 1–2            |
| 墨尔本胜利   | 2018年亚足联冠军联赛 小组赛          | 4–1         | 1–2            |
| 西悉尼流浪者 | 2017年亚足联冠军联赛 小组赛          | 5–1         | 2–3            |
| 悉尼FC       | 2019年亚足联冠军联赛 小组赛          | 2–2         | 3–3            |
| 中央海岸水手 | 2024-25 亚足联冠军精英联赛 小组赛    | 3-2         |                |
| 江苏苏宁     | 2017年亚足联冠军联赛 十六強          | 2–1         | 3–2            |
| 广州恒大     | 2017年亚足联冠军联赛 1/4决赛         | 4–0         | 6–9（点球5-4） |
| 大阪钢巴     | 2016年亚足联冠军联赛 小组赛          | 2–1         | 2–0            |
| 东京FC       | 2016年亚足联冠军联赛 十六強          | 1–0         | 1–2            |
| 浦和红钻     | 2017年亚足联冠军联赛 小组赛          | 3–2         | 0–1            |
| 浦和红钻     | 2017年亚足联冠军联赛 半决赛          | 1–1         | 0–1            |
| 浦和红钻     | 2019年亚足联冠军联赛 1/4决赛         | 2–2         | 1–1            |
| 川崎前鋒     | 2018年亚足联冠军联赛 小组赛          | 1–1         | 1–0            |
| 川崎前鋒     | 2019年亚足联冠军联赛 小组赛          | 1–0         | 2–2            |
| 川崎前鋒     | 2024-25年亚足联冠军精英联赛 小组赛   |             | 1-3            |
| 鹿島鹿角     | 2018年亞足聯冠軍聯賽 十六強          | 2–1         | 1-3            |
| 神户胜利船   | 2020 亚足联冠军联赛 十六强           | 0-2（中立） | 0-2（中立）    |
| 神户胜利船   | 2024-25 亚足联冠军精英联赛 小组赛    |             | 0-4            |
| 横滨水手     | 2020 亚足联冠军联赛 小组赛           | 0-1         | 2-1            |
| 横滨水手     | 2024-25 亚足联冠军精英联赛 小组赛    | 0-2         |                |
| 横滨水手     | 2024-25 亚足联冠军精英联赛 十六强    | 0-1         | 1-4            |
| 水原三星     | 2016年亚足联冠军联赛 小组赛          | 2–1         | 0–3            |
| 全北现代     | 2016年亚足联冠军联赛 1/4决赛         | 0–0         | 0–5            |
| 全北现代     | 2019年亚足联冠军联赛 1/4决赛         | 1–1         | 6–4（点球5-3） |
| 首爾FC       | 2017年亚足联冠军联赛 小组赛          | 4–2         | 1–0            |
| 蔚山现代     | 2018年亚足联冠军联赛 小组赛          | 2–2         | 1–0            |
| 蔚山现代     | 2019年亚足联冠军联赛 小组赛          | 5–0         | 0–1            |
| 蔚山现代     | 2024-25 亚足联冠军精英联赛 小组赛    |             | 3-1            |
| 浦项制铁     | 2024-25 亚足联冠军精英联赛 小组赛    |             | 0-3            |
| 光州         | 2024-25 亚足联冠军精英联赛 小组赛    | 1-1         |                |
| 蒙通联       | 2016年亚足联冠军联赛 资格赛第三轮    | 3–0         | –              |
| 素可泰       | 2017年亚足联冠军联赛 资格赛第三轮    | 3–0         | –              |
| 清萊聯       | 2018年亚足联冠军联赛 资格赛第三轮    | 1–0         | –              |
| 武里南联     | 2020年亚足联冠军联赛 资格赛第三轮    | 3–0         | –              |
| BG巴吞联     | 2023–24年亚足联冠军联赛 资格赛第二轮 | 2–3         | –              |
| 柔佛新山     | 2024-25 亚足联冠军精英联赛 小组赛    | 2-2         |                |

成绩：
十六强 （2018，2020）
八强（2016，2019）
半决赛（2017）

## 俱乐部人员

### 一线队球员
更新日期：2020年9月
| 号码  | 国籍     | 姓名                           | 出生日期       | 加盟年份 | 前属球队     | 备注       |  |
| 门 将 | 门 将    | 门 将                          | 门 将          | 门 将    | 门 将        | 门 将      |  |
| ----- | -------- | ------------------------------ | -------------- | -------- | ------------ | ---------- |  |
| 1     | 中国     | 颜骏凌（Yan Junling）          | 1991年1月28日  | 2005年   | 本队青训     |            |  |
| 12    | 中国     | 陈威（Wei Zhen）               | 1998年2月14日  | 2017年   | 本队青训     |            |  |
| 22    | 中国     | 杜佳（Du Jia）                 | 1993年5月1日   | 2021年   | 天津津门虎   |            |  |
| 41    | 中国     | 梁锟（Liang Kun）              | 2001年11月2日  | 2022年   |              |            |  |
| 后 卫 |          |                                |                |          |              |            |  |
| 2     | 中国     | 李昂（Li Ang）                 | 1993年9月15日  | 2021年   | 江苏         |            |  |
| 3     | 中国     | 蒋光太（Jiang Guangtai）       | 1994年5月7日   | 2023年   | 广州         |            |  |
| 4     | 中国     | 王燊超（Wang Shenchao）        | 1989年2月8日   | 2005年   | 本队青训     |            |  |
| 5     | 中国     | 张琳芃（Zhang Linpeng）        | 1989年5月9日   | 2022年   | 广州         |            |  |
| 13    | 中国     | 魏震（Wei Zhen）               | 1997年2月12日  | 2015年   | 上海幸运星   |            |  |
| 19    | 中国     | 王振澳（Wang Zhen'ao）         | 1999年8月10日  | 2024年   | 大连人       |            |  |
| 23    | 中国     | 傅欢（Fu Huan）                | 1993年7月12日  | 2011年   | 本队青训     |            |  |
| 31    | 中国     | 鲍世蒙（Bao Shimeng）          | 2003年7月2日   |          |              |            |  |
| 32    | 中国     | 李帅（Li Shuai）               | 1995年6月18日  | 2022年   | 大连人       |            |  |
| 39    | 中国     | 刘锴（Liu Kai）                | 2003年1月6日   |          |              |            |  |
| 40    | 中国     | 赵智晨（Zhao Zhichen）         | 2003年1月2日   |          |              |            |  |
| 42    | 中国     | 陈阳（Chen Yang）              | 2003年9月6日   |          |              |            |  |
| 44    | 中国     | 张济凡（Zhang Jifan）          | 2003年8月11日  |          |              |            |  |
| 中 场 |          |                                |                |          |              |            |  |
| 6     | 中国     | 蔡慧康（Cai Huikang）          | 1989年10月10日 | 2005年   | 本队青训     |            |  |
| 8     | 巴西     | 奧斯卡（Oscar）                | 1991年9月9日   | 2018年   | 切尔西       | 外援       |  |
| 16    | 中国     | 徐新（Xu Xin）                 | 1994年4月19日  | 2022年   | 山东泰山     |            |  |
| 17    | 中華臺北 | 沈子貴（Will Donkin）          | 2000年12月26日 | 2024年   | 深圳         |            |  |
| 18    | 巴西     | 莱奥·西塔迪尼（Léo Cittadini） | 1994年2月27日  | 2024年   | 巴伊亚竞技   | 租借、外援 |  |
| 20    | 中国     | 杨世元（Yang Shiyuan）         | 1994年3月11日  | 2011年   | 本队青训     |            |  |
| 22    | 巴西     | 马修斯·尤萨（Matheus Jussa）   | 1996年3月22日  | 2024年   | 福塔雷薩     |            |  |
| 37    | 中国     | 陈序煌（Chen Xuhuang）         | 2003年4月3日   |          |              |            |  |
| 38    | 中国     | 黎德明（Li Deming）            | 2003年9月21日  |          |              |            |  |
| 前 锋 |          |                                |                |          |              |            |  |
| 7     | 中国     | 武磊（Wu Lei）                 | 1991年11月19日 | 2022年   | 西班牙人     |            |  |
| 9     | 巴西     | 古斯塔沃（Gustavo）            | 1994年3月29日  | 2024年   | 全北现代     | 外援       |  |
| 11    | 中国     | 吕文君（Lü Wenjun）            | 1989年3月11日  | 2005年   | 本队青训     |            |  |
| 14    | 中国     | 李圣龙（Li Shenglong）         | 1992年7月30日  | 2013年   | 上海中邦     |            |  |
| 27    | 中国     | 冯劲（Feng Jin）               | 1993年8月13日  | 2022年   | 重庆两江竞技 |            |  |
| 30    | 巴西     | 威利安·波普（Willian Popp）    | 1994年4月13日  | 2024年   | 蒙通联       | 租借、外援 |  |
| 33    | 中国     | 刘祝润（Liu Zhurun）           | 2001年10月16日 | 2020年   | 本队青训     |            |  |
| 45    | 巴西     | 莱昂纳多（Leonardo）           | 1997年5月28日  | 2025年   | 山东泰山     | 外援       |  |

### 预备队球员
更新日期：2015年3月3日
| 号码 | 国籍 | 姓名   | 出生日期       | 一线队出场次数 | 加盟年份 | 前属球队 | 籍贯/国籍 | 备注           |
| ---- | ---- | ------ | -------------- | -------------- | -------- | -------- | --------- | -------------- |
| 36   | 中国 | 李嘉玮 | 1993年1月5日   | 0              | 2013年   | 上海中邦 | 上海      | 原根宝基地学员 |
| 37   | 中国 | 毛嘉康 | 1991年1月17日  | 24             | 2015年   | 湖南湘涛 | 上海      | 原根宝基地学员 |
| 39   | 中国 | 吴禹寅 | 1990年1月8日   | 21             | 2012年   | 杭州绿城 | 广西      |                |
| 41   | 中国 | 陈彬彬 | 1998年6月10日  | 25             | 2015年   | 本队青训 | 广西      |                |
| 42   | 中国 | 孙峻岗 | 1995年8月5日   | 0              | 2010年   | 本队青训 | 四川      |                |
| 43   | 中国 | 孙恩明 | 1998年4月9日   | 0              | 2015年   | 本队青训 | 江苏      |                |
| 44   | 中国 | 陈威   | 1998年2月14日  | 1              | 2015年   | 本队青训 | 江西      |                |
| 45   | 中国 | 张家欣 | 1995年11月1日  | 0              | 2015年   | 本队青训 | 上海      |                |
| 46   | 中国 | 肖明杰 | 1997年1月14日  | 0              | 2015年   | 本队青训 | 江西      |                |
| 48   | 中国 | 陈炣江 | 1997年1月18日  | 0              | 2015年   | 本队青训 | 重庆      |                |
| 49   | 中国 | 施晓东 | 1997年2月26日  | 0              | 2015年   | 本队青训 | 上海      |                |
| 51   | 中国 | 尚文杰 | 1997年12月23日 | 0              | 2015年   | 本队青训 | 湖北      |                |
| 54   | 中国 | 刘响成 | 1995年2月14日  | 0              | 2015年   | 本队青训 | 河南      |                |

### 教练组成员
| 国籍   | 姓名          | 职位       |
| ------ | ------------- | ---------- |
| 中国   | 徐根宝        | 总顾问     |
| 葡萄牙 | 哈维尔·佩雷拉 | 主教练     |
| 中国   | 奚志康        | 领队       |
| 葡萄牙 | 菲利佩        | 助理教练   |
| 葡萄牙 | 路易斯        | 助理教练   |
| 葡萄牙 | 布鲁诺        | 技术分析   |
| 英格兰 | 伊恩·沃克     | 守门员教练 |
| 中国   | 陈旭峰        | 预备队教练 |
| 巴西   | 埃杜尔多      | 医务主管   |
| 葡萄牙 | 安东尼奥      | 体能教练   |

## 曾使用名称
2005年12月25日—2012年1月：上海东亚足球俱乐部（上海东亚队）
2012年1月—2012年12月：上海东亚足球俱乐部（上海特莱士队）
2012年12月—2014年11月18日：上海东亚足球俱乐部（上海上港队）
2014年11月18日-2021年1月13日：上海上港集团足球俱乐部（上海上港队）
2021年1月13日-现在：上海海港足球俱乐部（上海海港队）

## 主要荣誉
- 中国足球乙级联赛冠军（1）：2007年
- 中国足球甲级联赛冠军（1）：2012年
- 中国足球超级联赛冠军（3）：2018年、2023年、2024年
- 中國足協杯冠軍：2024年
- 中国足球协会超级杯冠軍（1）：2019年
- 沪港杯足球比赛冠军（5）：2010年，2011年，2012年，2013年，2014年

## 历年联赛成绩
| 年份   | 賽事 | 場次 | 胜 | 平 | 負 | 得球 | 失球 | 积分 | 名次    | 足协杯  | 亚冠     | 主教练          |
| ------ | ---- | ---- | -- | -- | -- | ---- | ---- | ---- | ------- | ------- | -------- | --------------- |
| 2006年 | 中乙 | 16   | 3  | 5  | 8  | 26   | 29   | 14   | 南区第7 | 未参赛  | 未能晋级 | 克劳德·鲁伊兹   |
| 2007年 | 中乙 | 14   | 9  | 3  | 2  | 30   | 12   | 30   | 冠军    | 未举办  | 未能晋级 | 蒋炳尧          |
| 2008年 | 中甲 | 24   | 7  | 7  | 10 | 26   | 30   | 28   | 第6名   | 未举办  | 未能晋级 | 蒋炳尧          |
| 2009年 | 中甲 | 24   | 13 | 5  | 6  | 43   | 25   | 44   | 殿军    | 未举办  | 未能晋级 | 蒋炳尧          |
| 2010年 | 中甲 | 24   | 9  | 10 | 5  | 25   | 18   | 37   | 殿军    | 未举办  | 未能晋级 | 范志毅          |
| 2011年 | 中甲 | 26   | 7  | 11 | 8  | 29   | 25   | 32   | 第9名   | 第二轮  | 未能晋级 | 蒋炳尧          |
| 2012年 | 中甲 | 30   | 17 | 8  | 5  | 47   | 25   | 59   | 冠军    | 第三轮  | 未能晋级 | 蒋炳尧          |
| 2013年 | 中超 | 30   | 10 | 7  | 13 | 38   | 35   | 37   | 第9名   | 第四轮  | 未能晋级 | 高洪波          |
| 2014年 | 中超 | 30   | 12 | 12 | 6  | 47   | 39   | 48   | 第5名   | 第三轮  | 未能晋级 | 奚志康          |
| 2015年 | 中超 | 30   | 19 | 8  | 3  | 63   | 35   | 65   | 亚军    | 1/4决赛 | 未能晋级 |                 |
| 2016年 | 中超 | 30   | 14 | 10 | 6  | 56   | 32   | 52   | 季军    | 第四轮  | 八强     |                 |
| 2017年 | 中超 | 30   | 17 | 7  | 6  | 72   | 39   | 58   | 亚军    | 亚军    | 半决赛   | 博阿斯          |
| 2018年 | 中超 | 30   | 21 | 5  | 4  | 77   | 33   | 68   | 冠军    | 1/4决赛 | 十六强   | 维托尔·佩雷拉   |
| 2019年 | 中超 | 30   | 20 | 6  | 4  | 62   | 26   | 66   | 季军    | 半决赛  | 八强     | 维托尔·佩雷拉   |
| 2020年 | 中超 | 20   | 10 | 6  | 4  | 30   | 17   | 36   | 殿军    | 第二轮  | 十六强   | 维托尔·佩雷拉   |
| 2021年 | 中超 | 22   | 13 | 6  | 3  | 42   | 14   | 45   | 亚军    | 亚军    | 资格赛   |                 |
| 2022年 | 中超 | 34   | 20 | 5  | 9  | 55   | 25   | 65   | 殿军    | 半决赛  | 疫情退赛 | /奚志康（代理） |
| 2023年 | 中超 | 30   | 19 | 6  | 5  | 61   | 30   | 63   | 冠军    | 第四轮  | 资格赛   | 哈维尔·佩雷拉   |
| 2024年 | 中超 | 30   | 25 | 3  | 2  | 96   | 30   | 78   | 冠军    | 冠军    | 十六强   | 凯文·穆斯卡特   |

## 曾效力球员
粗体字标出者为国脚。
- 唐佳庶 (2005年-2006年)†
- 姜嘉俊 (2005年-2006年)
- 张琳芃 (2005年-2010年，2022年-)
- 姜至鹏 (2005年-2010年)
- 曹赟定 (2005年-2010年)
- 郑凯木 (2009年-2010年)
- 顾超 (2005年-2010年)
- 王俊 (2005年-2010年)[五人制男子成年国家队]††
- 刘畅 (2005年-2010年)[五人制男子成年国家队]††
- 王云龙 (2005年-2011年)
- 张煜东 (2006年-2011年)
- 艾迪 (2005年-2006年, 2010年-2012年)
- 柏佳骏 (2005年-2012年)
- 战怡麟 (2005年-2012年)
- 孙凯 (2005年-2013年)
- 李运秋 (2005年-2013年)
- 吴毅臻 (2013年)
- 胡博文 (2006年-2010年,2013年)
- 艾克森(2016年-2019年)

†  【2005年12月25日，随根宝基地集体加入东亚俱乐部，2006年同王云龙、王佳玉等因参加亚少赛而未注册当年度中乙联赛，但在下半年亚少赛结束后返回球队正常训练，年底与李海峰、邓祎一同打包转会浙江绿城】
†† 【五人制男子成年国家队也是正式足球比赛项目】

## 著名外援
- 奥斯卡 （2017-2025）
- 胡尔克 （2016-2020）
- 艾哈迈多夫 (2017-2020)
- 卡瓦略 (2017)
- 孔卡 (2015-2018)
- 海森 （2014-2015）
- 阿瑙托维奇(2019-2021)
- 吉安 （2015-2016）

## 历任主教练
- 克劳德·鲁伊兹：2006年
- 蒋炳尧：2007年－2009年
- 范志毅：2010年
- 蒋炳尧：2011－2012年
- 高洪波：2013年
- 奚志康：2013年12月4日-2014年11月8日
- ：2014年11月8日-2016年11月4日
- 波亞斯：2016年11月4日-2017年11月30日
- 维托尔·佩雷拉：2017年12月12日-2020年12月31日
- ：2021年1月1日-2022年12月1日
- 奚志康（代理）：2022年12月1日-2023年3月1日
- 哈维尔·佩雷拉：[44]2023年3月1日-2024年1月1日
- 凯文·马斯凯特：2024年1月1日 –

## 历年主场球衣
| 赛季     | 赛季     | 2006                   | 2007                   | 2008                   | 2009                   | 2010                   | 2011                   | 2012                   | 2013                   | 2014                   | 2015                    | 2016                          | 2017                          | 2018                          | 2019                          | 2020                   | 2021                   | 2022                   | 2023                   | 2024                   |
| -------- | -------- | ---------------------- | ---------------------- | ---------------------- | ---------------------- | ---------------------- | ---------------------- | ---------------------- | ---------------------- | ---------------------- | ----------------------- | ----------------------------- | ----------------------------- | ----------------------------- | ----------------------------- | ---------------------- | ---------------------- | ---------------------- | ---------------------- | ---------------------- |
| 主场球衣 | 主场球衣 | 上海东亚2006年主场球衣 | 上海东亚2007年主场球衣 | 上海东亚2008年主场球衣 | 上海东亚2009年主场球衣 | 上海东亚2009年主场球衣 | 上海东亚2011年主场球衣 | 上海东亚2012年主场球衣 | 上海东亚2013年主场球衣 | 上海东亚2014年主场球衣 | 上海东亚2014年主场球衣  | 上海东亚2014年主场球衣        | 上海东亚2014年主场球衣        | 上海东亚2014年主场球衣        | 上海东亚2014年主场球衣        | 上海东亚2014年主场球衣 | 上海东亚2014年主场球衣 | 上海东亚2014年主场球衣 | 上海东亚2014年主场球衣 | 上海东亚2014年主场球衣 |
| 供应商   | 供应商   | 美津浓                 | 美津浓                 | 美津浓                 | 美津浓                 | 美津浓                 | 美津浓                 | 美津浓                 | Nike                   | Nike                   | Nike                    | Nike                          | Nike                          | Nike                          | Nike                          | Nike                   | Nike                   | Nike                   | Nike                   | Nike                   |
| 赞助商   | 胸前     | 东亚                   | 东亚                   | 超日                   | 超日                   | 超日                   | 超日                   | 日林                   | 浦发银行               | 浦发银行               | 上港物流 SIPG Logistics | 中超: 上汽集团 亚冠: 上汽名爵 | 中超: 上汽集团 亚冠: 上汽名爵 | 中超: 上汽集团 亚冠: 上汽名爵 | 中超: 上汽集团 亚冠: 上汽名爵 |                        |                        |                        |                        |                        |
| 赞助商   | 背后     | 无                     | 无                     | 无                     | 无                     | 上海农商银行           | 上海农商银行           | 上海农商银行           | 上海农商银行           | 上海农商银行           | 星外滩                  | 中超: 上汽荣威 亚冠: 无       | 中超: 上汽荣威 亚冠: 无       | 中超: 上汽荣威 亚冠: 无       | 中超: 上汽荣威 亚冠: 无       |                        |                        |                        |                        |                        |
| 赞助商   | 衣袖     | 无                     | 无                     | 无                     | 无                     | 无                     | 无                     | 无                     | SIPG上港集团           | SIPG上港集团           | 海通物流                | 中超: 荣威 亚冠: 无           | 中超: 荣威 亚冠: 无           | 中超: 荣威 亚冠: 无           | 中超: 荣威 亚冠: 无           |                        |                        |                        |                        |                        |

## 球迷协会
- 蝙蝠骑士(Curva Nord)
- Red Sun 红日
- 宝胜球迷会
- 天狼星球迷联盟
- 崇明球迷协会
- 上海国王
- 海神球迷协会
- 赛克
- 高校联盟
- 光启球迷会
- 上港集团职工球迷会
- 红鹰散客球迷公会（非官方）